# Lakselva
Il Lakselva (Lingua sami settentrionale: Leavdnjajohka) è un fiume che scorre nel territorio del comune di Porsanger nella contea del Finnmark, in Norvegia.
Nasce a nord di Karasjok e sfocia nel Porsangerfjord appena a nord del capoluogo comunale Lakselv. Il fiume ha una lunghezza di 103,1 km ed ha un bacino idrografico di 1539 km².
È noto per la pesca al salmone.